# Walter Storani
Walter Storani (Pergamino, Buenos Aires, 27 de febrero de 1970) es un exbaloncestista argentino. Con 2,00 metros de altura, actuaba habitualmente en la posición de pívot o ala-pívot. Desarrolló una extensa carrera como profesional entre 1993 y 2012, jugando el resto del tiempo de modo semi-profesional, lo que le permitió retirarse del baloncesto competitivo a los 49 años. Fue reconocido como el Mejor Sexto Hombre de la Liga Nacional de Básquet de Argentina en la temporada 2005-06. Actuó además en clubes de Chile y Paraguay, y representó a la provincia de Buenos Aires en varias ediciones del Campeonato Argentino de Básquet. 

## Trayectoria

### Clubes
| Club                            | País      | Año         |
| ------------------------------- | --------- | ----------- |
| Juventud de Pergamino           | Argentina | 1987 - 1993 |
| Gimnasia y Esgrima de Pergamino | Argentina | 1993 - 1995 |
| Regatas de San Nicolás          | Argentina | 1995 - 1997 |
| Gimnasia y Esgrima La Plata     | Argentina | 1997 - 1998 |
| Quilmes de Mar del Plata        | Argentina | 1998 - 1999 |
| Gimnasia y Esgrima La Plata     | Argentina | 1999 - 2001 |
| Ben Hur                         | Argentina | 2001 - 2006 |
| Deportivo San José              | Paraguay  | 2006        |
| Ben Hur                         | Argentina | 2006 - 2008 |
| Universidad Católica            | Chile     | 2008        |
| Ben Hur                         | Argentina | 2008 - 2009 |
| Unión de Sunchales              | Argentina | 2009 - 2010 |
| Ciclista Juninense              | Argentina | 2010 - 2011 |
| Alma Juniors                    | Argentina | 2011 - 2012 |
| Independiente de Rafaela        | Argentina | 2012 - 2014 |
| Brown de San Vicente            | Argentina | 2014 - 2015 |
| Independiente de Rafaela        | Argentina | 2015        |
| Brown de San Vicente            | Argentina | 2015 - 2016 |
| Independiente de Rafaela        | Argentina | 2016        |
| Brown de San Vicente            | Argentina | 2016 - 2017 |
| Independiente de Rafaela        | Argentina | 2017        |
| Brown de San Vicente            | Argentina | 2017 - 2018 |
| Independiente de Rafaela        | Argentina | 2018        |
| Brown de San Vicente            | Argentina | 2018 - 2019 |
| Independiente de Rafaela        | Argentina | 2019        |

## Palmarés
Se consignan solamente los logros profesionales del jugador.
- Campeón del Torneo Nacional de Ascenso:
  - Quilmes de Mar del Plata: 1998-99
  - Gimnasia y Esgrima La Plata: 2000-01
  - Ben Hur: 2001-02

- Campeón de la Liga Nacional de Básquet:
  - Ben Hur: 2004-05

- Campeón del Apertura de la Primera División de Baloncesto de Paraguay:
  - Deportivo San José: 2006[5]

- Campeón de la Liga Sudamericana de Clubes:
  - Ben Hur: 2006